# محمد رأفت شحاتة
لواء / محمد رأفت عبد الواحد شحاتة كلفه الرئيس محمد مرسي كقائم بأعمال رئيس لجهاز المخابرات العامة المصرية في أغسطس 2012، خلفاً للواء مراد موافي، ثم حلف اليمين رئيساً للجهاز في سبتمبر 2012. وهو أحد الكوادر المهمة داخل الجهاز، والتي لها اتصالات مباشرة مع كافة الفصائل الفلسطينية بما فيها حركتا فتح وحماس.
وكلف يوم 5 يوليو من قبل الرئيس عدلي محمود منصور مستشارا لرئيس الجمهورية للشؤون الأمنية
يعد اللواء محمد رأفت شحاتة من الكوادر الأولى داخل الجهاز، فشغل منصب وكيل الجهاز، وسبق أن تولى الأمانة العامة لجهاز المخابرات، وهو شخصية معروفة جداً لدى الفلسطينيين والإسرائيليين، وكان له دور في إتمام صفقة مبادلة الأسرى الفلسطينيين بالجندى الإسرائيلي جلعاد شاليط، وشارك في استلام شاليط على الحدود المصرية مع قطاع غزة، قبل تسليمه للسلطات الإسرائيلية بعد الإفراج عن الأسرى الفلسطينيين.
وسبق أن ترأس شحاتة الوفد المصري الأمني في قطاع غزة عامي 2005 و2006 مع اللواء محمد إبراهيم، وسبق أن منحهما الرئيس الفلسطيني محمود عباس أبو مازن وسام نوط القدس تقديراً لجهودهما في خدمة الشعب الفلسطيني.
شحاتة في تكريم أبو مازن قال "إننا مهما بذلنا من جهد، فإنه لا يعوض قطرة دم تسيل من طفل فلسطيني"، مشدٌداً على أن القضية الفلسطينية في قلب كل مصري حتى تحقيق أملنا المنشود في إقامة الدولة الفلسطينية".